# 松下康雄
松下 康雄（まつした やすお、1926年1月1日 - 2018年7月20日
）は、兵庫県神戸市出身の第27代日本銀行総裁。元大蔵事務次官。

## 概要
父の松下倉吉は弁護士。神戸一中、旧制一高を経て、東京大学法学部を卒業。在学中は丸山眞男のゼミに所属。1950年 大蔵省に入省（配属先は銀行局総務課日銀係）。入省時の成績トップは渡辺喜一で松下の東大卒業時と入省時の成績は2番目。大蔵省では、主計局主査時代から次官候補筆頭に名が挙がっていた。主計・主税・銀行畑（主税局調査課、主計局農林担当主計官、1972年 銀行局銀行課長）を満遍なくこなした。
1973年に大臣官房秘書課長に就き次官コースがほぼ確定し、1974年 近畿財務局長、1975年から3年間主計局次長、1979-1980年の期間は大倉真隆、長岡實両次官の官房長、1980年主計局長、1982年に大蔵事務次官に就任。「大物次官」の条件とされる2年間の任期を全うする。
退官後は日本開発銀行及び日本輸出入銀行への天下りという「ロイヤル・ロード」を歩まず、民間の太陽神戸銀行に進み、1987年に同行頭取に就任。在任中の1990年に三井銀行との合併（さくら銀行誕生）させた。
その後、三重野康日本銀行総裁の後継レース候補として名前が浮上し、大蔵事務次官経験者の吉野良彦・山口光秀・平澤貞昭を制して第27代同行総裁に就任。この時、斎藤次郎ら大蔵省現役幹部の意中の人は吉野であったが、長岡實が自身の次官時代の官房長かつ銀行課長経験者であった松下を推挙した。結果、斎藤の師匠格吉野が自らを"内政派"として総裁就任を頑なに固辞し続けていた為、また主流派閥の親分格山口は東証理事長就任の流れを長岡が作り、平澤は横浜銀行頭取にスカウトされたため、松下にお鉢が回ってきたとされている。
日銀総裁としての松下は、バブル崩壊後の経済再建という難しい舵取りを迫られた。折からの日米経済摩擦による超円高、国内金融機関の腐敗と累積する不良債権、そして忍び寄るデフレ経済の影等、松下が取り組むべき課題は、過去に類例を見ない厳しいものであった。そうした状況下において、松下は、かつて太陽神戸銀行の頭取として銀行大合併をやってのけた時のような辣腕を振るうことは出来ず、結局、更なる不良債権の累増と、デフレ経済への突入を許してしまった。その上、在任中は大蔵省接待汚職事件のスキャンダルに見舞われ、最後はその責を問われる形で福井俊彦日銀副総裁と共に職を辞した。

## 略歴
- 1950年 - 大蔵省入省
- 1952年 - フルブライト留学生第一期生（シラキューズ大学）
- 1953年 - 銀行局金融制度調査部
- 1955年 - 笠岡税務署長
- 1956年 - 泉大津税務署長
- 1957年 - 国税庁査察課長補佐
- 1959年 - 主税局調査課課長補佐
- 1962年 - 大臣官房文書課課長補佐
- 1964年 - 主計官補佐（運輸・国鉄係主査）
- 1964年 - 主計官補佐（公共事業係主査）
- 1966年 - 大臣秘書官事務取扱
- 1968年 - 主計官（農林担当）
- 1971年 - 銀行局銀行課長
- 1972年 - 大臣官房秘書課長
- 1974年 - 近畿財務局長
- 1975年 - 主計局次長
- 1978年 - 大臣官房長
- 1980年 - 主計局長
- 1982年 - 事務次官
- 1984年 - 退官
- 1986年 - 太陽神戸銀行取締役
- 1987年 - 太陽神戸銀行頭取
- 1990年 - 太陽神戸三井銀行会長（1992年より、さくら銀行）
- 1994年 - さくら銀行代表取締役相談役
- 1994年 - 日本銀行総裁
- 1998年 - 日本銀行総裁退任
- 2000年 - 電源開発監査役
- 2005年 - 瑞宝大綬章受章[9][10]
- 2018年 - 死去。92歳没。叙従三位[11]。

## 同期
旧大蔵省入省同期に、渡辺喜一（中小企業金融公庫総裁、財務官、理財局長）、吉野実（防衛事務次官）、福島量一（国土事務次官）、松下正美（衆議院法制局長）、米山武政（関税局長）、副島有年（日本ヒルトンホテルグループ会長、関税局長）、渡部周治（国税庁長官）、吉岡孝行（北海道開発事務次官）、渡辺豊樹（証券局長）、片山充（印刷局長）、高橋英雄（運輸省船員局長）、系光家（弁護士）、谷口昇（兵庫銀行社長）、青木寅男（新潟大教授）など。